# Hôtel d'Alfonce
L'hôtel d'Alfonce est un hôtel particulier construit au XVIIe siècle. Il se situe au 32, rue Conti à Pézenas (Hérault). Il est classé au titre des monuments historiques en 1944.

## Historique
L'hôtel a été construit entre 1590 et 1603 par Jean de Plantade, capitaine-châtelain de Pézenas. Diane de Plantade en a la propriété de 1614 et 1658 et poursuit les travaux. 
L'hôtel est également dénommé "ancien théâtre de Molière". Molière y joue avec sa troupe entre 1650 et 1655. La première du Médecin volant y aurait notamment été donnée le 9 novembre 1655 alors que l'hôtel est habité par le prince de Conti pendant la session des États du Languedoc de 1655-1656. 
Raymond d'Alfonse, baron de Clairac et d'Entraygues, grand prévôt de Guyenne, devient propriétaire en 1658 et donne le nom à l'hôtel. Achard Rousseau de la Valette, écuyer, conseiller du roi, futur maire perpétuel de Pézenas rachète l'hôtel dix ans plus tard.

## Description
Un porche simple permet l'accès depuis la rue. Quatre corps de bâtiment sont répartis autour de deux cours et d’un jardin. 
Dans la galerie couverte en loggia de la cour d'entrée, cinq colonnes torses monolithes à chapiteaux corinthiens soutiennent un toit en pente douce. 
La cour sur jardin possède une galerie haute sur portique à trois niveaux d’arcades. Un escalier à limon hélicoïdal dessert les différents étages de la loggia à partir de la cour.